# Oedostethus tenuis
Oedostethus tenuis is een keversoort uit de familie kniptorren (Elateridae). De wetenschappelijke naam van de soort is voor het eerst geldig gepubliceerd in 1963 door Gurjeva.